# Adrian Lyne
Adrian Lyne (Peterborough, 4 de marzo de 1941) es un director de cine británico. Comenzó su carrera dirigiendo comerciales de televisión, donde adquirió una gran pericia para el manejo de la cámara y darle al espectador calidad visual. Su primer filme como director fue en 1980 dirigiendo a una adolescente Jodie Foster en Foxes. 
Luego se encargó del video musical para el tema musical de Flashdance llamado «Maniac», de Michael Sembello, y bajo su batuta se realizaron grandes películas populares y taquilleras de Hollywood de los años 1980, trabajando con grandes estrellas del cine. Filmó Flashdance en 1983, Nueve semanas y media, de 1986, con Kim Basinger y Mickey Rourke, y Atracción fatal, de 1987, con Michael Douglas y Glenn Close, donde fue nominado al Óscar al mejor director.
En los años 1990 tuvo menos éxito comercial, aunque sí consiguió buenas críticas, con La escalera de Jacob (1990), y un éxito de taquilla con una Una proposición indecente, con Robert Redford y Demi Moore (1993). También se ha desempeñado como productor y como guionista en una ocasión.  El fracaso comercial y críticas negativas de la adaptación de Lolita en 1997, puso casi un final a su etapa dorada como director, realizando solo dos películas desde entonces: Unfaithful y Deep water.
Recibió una nominación para el Óscar a la mejor dirección en 1988 por su trabajo en Atracción fatal.

## Filmografía
- Foxes (1980)
- Flashdance (1983)
- Nueve semanas y media (1986)
- Atracción fatal (1987)
- La escalera de Jacob (1990)
- Una proposición indecente (1993)
- Lolita (1997)
- Unfaithful (Infiel / Infidelidad ) (2002, también como productor)
- Deep Water (Aguas profundas ) (2022, también como productor)

## Premios y distinciones
Premios Óscar
| Año  | Categoría      | Película        | Resultado |
| ---- | -------------- | --------------- | --------- |
| 1988 | Mejor Director | Atracción fatal | Nominado  |